# زاك كريجر
زاكاري مايكل كريغر (بالإنجليزية: Zachary Michael Cregger) (ولد في 1 مارس 1981) هو ممثل وكوميديان وصانع أفلام أمريكي. يُعد أحد الأعضاء المؤسسين لفرقة الكوميديا "ذا وايتست كيدز يو نو"، وشارك في بطولة المسلسلات الكوميدية "أصدقاء مع مزايا" و"شباب مع أطفال" و"حُطام". كما كتب وأخرج فيلمي الرعب بربري (2022) وأسلحة (2025).

## النشأة والتعليم
وُلد كريغر في مدينة أرلنغتون بولاية فرجينيا. شارك في عدد من فرق الكوميديا والموسيقى المحلية قبل أن ينتقل إلى بروكلين في نيويورك للالتحاق بمدرسة الفنون المرئية.

## المسيرة المهنية
يُعد كريغر أحد الأعضاء المؤسسين لفرقة الكوميديا ذا وايتست كيدز يو نو التي أسسها عام 2000 إلى جانب تريفور مور وسام براون. وخلال تصويره لفيلم مستقل، التقى بدارين تروميتر الذي انضم لاحقًا إلى الفرقة. حققت الفرقة نجاحًا على المستوى المحلي وعبر الإنترنت، ما أدى إلى دعوتها للمشاركة في مهرجان الفنون الكوميدية الأمريكي الذي تنظمه شبكة إتش بي أو عام 2006، حيث فازت بجائزة أفضل فرقة اسكتشات كوميدية وجذبت اهتمام عدد من الشبكات التلفزيونية. بعد هذا النجاح، طلبت شبكة فيوز إنتاج مسلسل اسكتشات كوميدية من الفرقة، وعُرض الموسم الأول على هذه الشبكة قبل أن ينتقل البث إلى قناة الأفلام المستقلة الشقيقة آنذاك، واستمر عرض المسلسل خمسة مواسم حتى انتهى في عام 2011.
شارك كريغر إلى جانب مور في بطولة وإخراج فيلمي الآنسة مارس والحرب الأهلية على المخدرات، وقد حظي الأخير بعرض محدود في دور السينما، كما تم تقديمه كسلسلة حلقات قصيرة متكررة ضمن الموسم الأخير من برنامج الفرقة. وفي 6 يونيو عام 2024، عُرض فيلم الفرقة الثاني مارس لأول مرة في مهرجان تريبيكا السينمائي. ظهر كريغر لأول مرة في السينما عام 2008 في فيلم كوليج الذي كان أول عمل إخراجي للمخرجة ديب هاغان. وفي عام 2011، انضم إلى طاقم مسلسل الكوميديا أصدقاء مع مزايا الذي عرضته إن بي سي، ثم شارك في بطولة مسلسل الشبكة نفسه غايز وذ كيدز من عام 2012 حتى 2013. ومن عام 2016 حتى 2018، جسّد شخصية أوين أوكونور في مسلسل الكوميديا حُطام.
كتب كريغر وأخرج فيلم الرعب بربري الصادر عام 2022 والذي قام ببطولته جورجينا كامبل وبيل سكارسغارد وجاستن لونغ (ممثل)، كما كتب وأخرج فيلم الرعب أسلحة في 2025.
وفي يناير عام ألفين وخمسة وعشرين، أُعلن أن كريغر سيتولى كتابة وإخراج فيلم جديد يستند إلى سلسلة ألعاب الفيديو ريزدنت إيفل.

## الحياة الشخصية
التقى كريغر بالممثلة سارا باكستون عام 2013 في مدينة أوستن بولاية تكساس أثناء تصوير فيلم الحب والجنس الهوائي، حيث كانا يؤديان دور زوجين على الشاشة. أعلنا خطبتهما في عام 2018، وتزوجا في أكتوبر عام 2019.
وفي يناير 2025، أجرى كريغر مقابلة مع صحيفة واشنطن بوست ضمن تقرير يتناول مزاعم عن إساءة جنسية ارتكبها قس شاب في كنيسة بارزة كانت عائلته من روادها.

## =فيلم
| السنة | العنوان                    | مخرج | كاتب | منتج        | ملاحظات                                    |
| ----- | -------------------------- | ---- | ---- | ----------- | ------------------------------------------ |
| 2009  | مس مارتش                   | نعم  | نعم  | لا          | تمت اخراجه وكتابته بالاشتراك مع تريفور مور |
| 2011  | الحرب الأهلية على المخدرات | نعم  | نعم  | منتج تنفيذي | تمت اخراجه وكتابته بالاشتراك مع تريفور مور |
| 2022  | بربري                      | نعم  | نعم  | لا          |                                            |
| 2024  | مارس                       | لا   | نعم  | نعم         |                                            |
| 2025  | رفيق                       | لا   | لا   | نعم         | [ 14 ] [ 15 ]                              |
| 2025  | أسلحة                      | نعم  | نعم  | نعم         | أيضاً ملحن                                  |
| 2026  | ريزدنت إيفل                | نعم  | نعم  | لا          |                                            |

أدوار تمثيلية
| السنة | الاسم                      | الدور                      | الملاحظات |
| ----- | -------------------------- | -------------------------- | --------- |
| 2008  | كوليج                      | كوبر                       |           |
| 2009  | مس مارتش                   | يوجين بيل                  |           |
| 2011  | الحرب الاهلية على المخدرات | أبراهام لينكون / عدة أدوار |           |
| 2011  | موت وعودة سوبرمان          | هال جوردان                 | فيلم قصير |
| 2013  | الحب والجنس الهوائي        | جيف                        |           |
| 2014  | ديت آند سويتش              | غريغ                       |           |
| 2016  | ليلة الافتتاح              | ميكي                       |           |
| 2018  | توماس الشكاك               | غراهام                     |           |
| 2022  | بربري                      | إيفريت                     |           |
| 2024  | Mars                       | عدة أدوار                  |           |

### تلفزيون
| السنة     | العنوان               | مخرج | كاتب | منتج        | ملاحظات            |
| --------- | --------------------- | ---- | ---- | ----------- | ------------------ |
| 2004      | ذا لونج               | لا   | لا   | نعم         |                    |
| 2004–2006 | أنكل مورتي دب شاك     | لا   | لا   | نعم         |                    |
| 2006      | كوميدي زين            | لا   | لا   | نعم         |                    |
| 2007–2011 | ذا وايتيست كيدز يو نو | نعم  | نعم  | منتج تنفيذي | كما شارك في إنشاءه |
| 2021      | سكواش                 | لا   | لا   | منتج تنفيذي | سلسلة وثائقية      |

أدوار تمثيلية
| السنة     | اللقب                       | الدور      | الملاحظات                  |
| --------- | --------------------------- | ---------- | -------------------------- |
| 1998      | جريمة قتل: الحياة في الشارع | دين ستامبر | الحلقة: "حب أخوي"          |
| 2007–2011 | ذا وايتيست كيدز يو نو       | عدة أدوار  |                            |
| 2011      | أصدقاء مع منافع             | آرون       | الدور الرئيسي              |
| 2012–2013 | غايز وذ كيدز                | نيك        | الدور الرئيسي              |
| 2014      | عن ولد                      | تي. جيه.   | دور متكرر                  |
| 2015      | عائلة مكارثي                | دوغ        | الحلقة: "الحكم"            |
| 2016–2018 | مُحطَّم                        | أوين       | الدور الرئيسي              |
| 2019      | آدم يُدمر كل شيء             | بيرش       | الحلقة: "آدم يُدمر الطبيعة" |
| 2019      | فقط تأقلم مع الوضع          | برنت       | الحلقة: "لمّ شمل التمساح"   |

## وصلات خارجية
- زاك كريجر على موقع IMDb (الإنجليزية)
- زاك كريجر على موقع ألو سيني (الفرنسية)
- زاك كريجر على موقع أول موفي (الإنجليزية)
- زاك كريجر على موقع قاعدة بيانات الأفلام السويدية (السويدية)
- زاك كريجر على موقع قاعدة بيانات الفيلم (الإنجليزية)
- زاك كريجر على موقع كينوبويسك (الروسية)